# Newyćke
Newyćke (ukr. Невицьке) – wieś na Ukrainie. Należy do rejonu użhorodzkiego w obwodzie zakarpackim i liczy 1 032 mieszkańców.
Znajduje tu się przystanek kolejowy Newyćke, położony na linii Sambor – Czop.